# Halma
Halma (ἅλμα) er et brætspil beslægtet med Kinaskak og det engelske Hoppity, hvor spillebrikkerne om muligt flyttes i spring, heraf navnet (spring på græsk). Det er opfundet i 1883/84 af den amerikanske læge George Howard Monks.
Halma spilles på et kvadratisk bræt med 16×16 felter. Spillet vindes ved at man som den hurtigste får flyttet sine brikker fra udgangspositionen til det sted hvor modpartens brikker begynder fra. Halma spilles af to personer med hver 19 brikker eller af fire med 13 brikker hver.